# Knöterichgewächse
Die Knöterichgewächse (Polygonaceae) sind eine Pflanzenfamilie in der Ordnung der Nelkenartigen (Caryophyllales) innerhalb der Bedecktsamigen Pflanzen (Magnoliopsida). Die etwa 48 Gattungen mit etwa 1200 Arten kommen hauptsächlich in den nördlichen gemäßigten Zonen vor, mit wenigen Arten in den Tropen oder Permafrostgebieten.

## Beschreibung

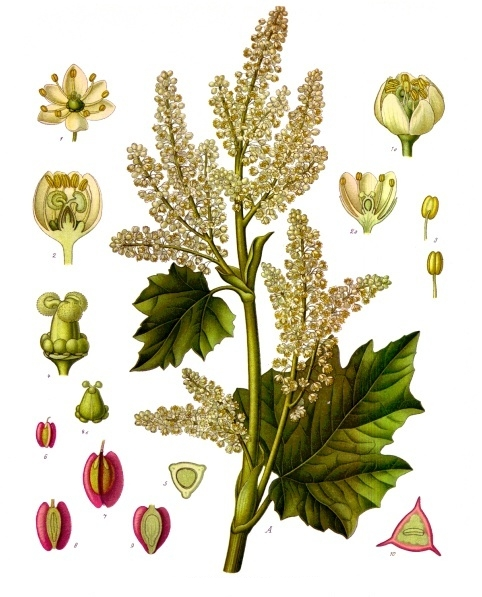
Illustration des Chinesischen Rhabarbers (Rheum officinale)

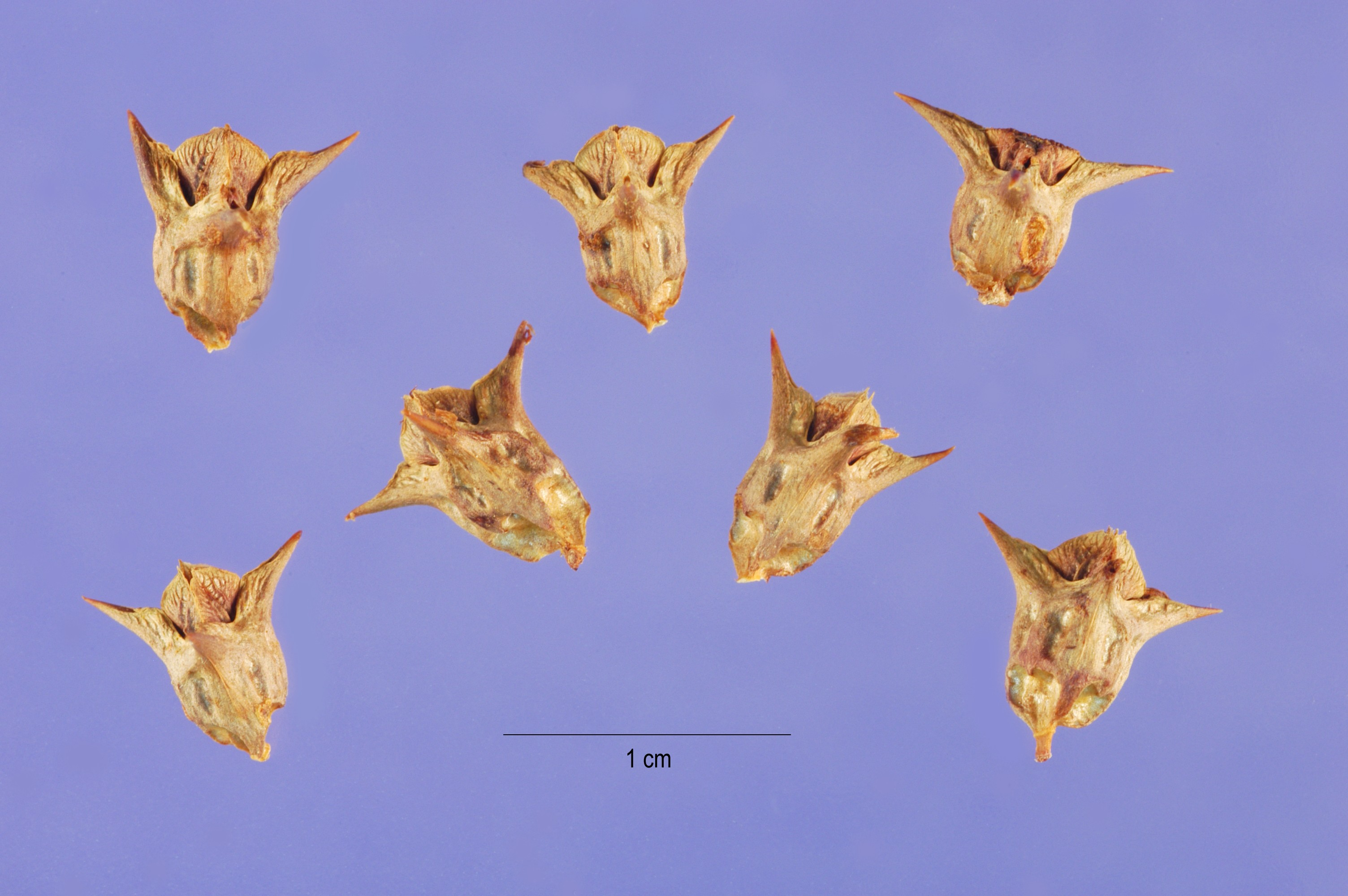
Früchte von Emex australis

### Erscheinungsbild und Blätter
Häufig sind es krautige Pflanzen, aber es gibt auch verholzende Taxa: Sträucher (beispielsweise Coccoloba-Arten), Lianen oder seltener Bäume (Triplaris). Manche Arten (beispielsweise bei Calligonum) sind Rutensträucher, bei denen die Sprossachsen den Hauptanteil der Photosynthese übernehmen. Die selbstständig aufrechten, niederliegenden, windenden oder kletternden Sprossachsen sind gestreift, gerillt oder stachelig und besitzen oft verdickte Knoten (Nodien). An einem Knoten zweigen mehr als drei Blattspuren ab (vielspurig, multilakunär).
Die Laubblätter sind gut entwickelt oder reduziert. Die meist wechselständig, selten gegenständig oder wirtelig angeordneten Laubblätter sind deutlich oder kaum erkennbar gestielt bis fast sitzend. Die Blattspreiten sind meist einfach. Bei der Unterfamilie Polygonoideae sind Nebenblätter vorhanden und bei der Unterfamilie Eriogonoideae fehlen sie. Die Taxa der Unterfamilie Polygonoideae weisen ein typisches Merkmal auf: die Ochrea (Tute), eine röhrige, meist häutige Scheide am Grund der Blattstiele, die von den verwachsenen Nebenblättern gebildet wird; sie umhüllt den Vegetationspunkt und wird während des Wachstums der Sprossachse durchbrochen.

### Blütenstände und Blüten
Manche Arten sind einhäusig (monözisch) oder zweihäusig (diözisch) getrenntgeschlechtig. Die end- oder seitenständigen, ährigen, rispigen, traubigen oder kopfigen Blütenstände enthalten oft viele Blüten. Die Blattstiele sind manchmal gegliedert.
Die selten eingeschlechtigen, meist zwittrigen Blüten sind relativ klein, radiärsymmetrisch und dreizählig. Es gibt ein oder zwei Kreise mit je drei häutigen Blütenhüllblättern, die sich alle oder nur die inneren bis zur Fruchtbildung vergrößern und auch noch an der Frucht erhalten sind und dann geflügelt, warzig oder bestachelt sein können. Es sind selten ein, meist zwei oder drei Kreise mit je drei Staubblättern vorhanden. Die Staubfäden sind frei oder höchstens an ihrer Basis verwachsen. Die Staubbeutel besitzen zwei Theken und öffnen sich mit Längsschlitzen. Der ringförmige Diskus ist oft gelappt. Zwei oder drei, selten vier Fruchtblätter sind zu einem oberständigen, einkammerigen Fruchtknoten verwachsen. Die zwei oder drei, selten vier Griffel sind vollständig frei oder nur an ihrer Basis verwachsen.

### Früchte und Samen
Die meist dreieckigen, bikonvexen oder bikonkaven Nussfrüchte, bei dieser Familie auch Achänen genannt, sind oft durch die haltbaren Blütenhüllblätter geflügelt. Die Samen enthalten viel Endosperm. Der Embryo ist gerade oder gekrümmt, selten gefaltet.

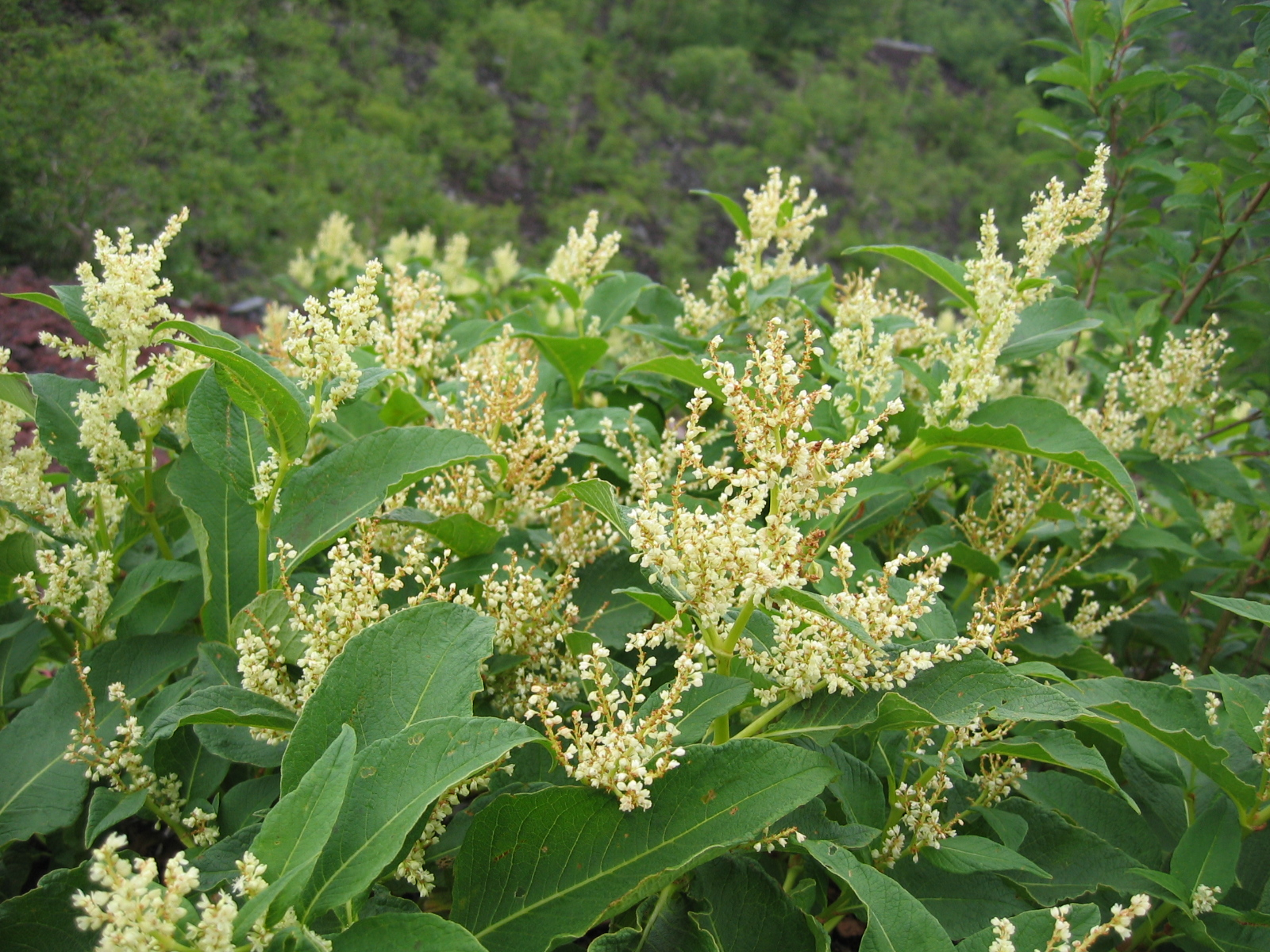
Unterfamilie Polygonoideae: Habitus von Aconogonon weyrichii var. alpinum

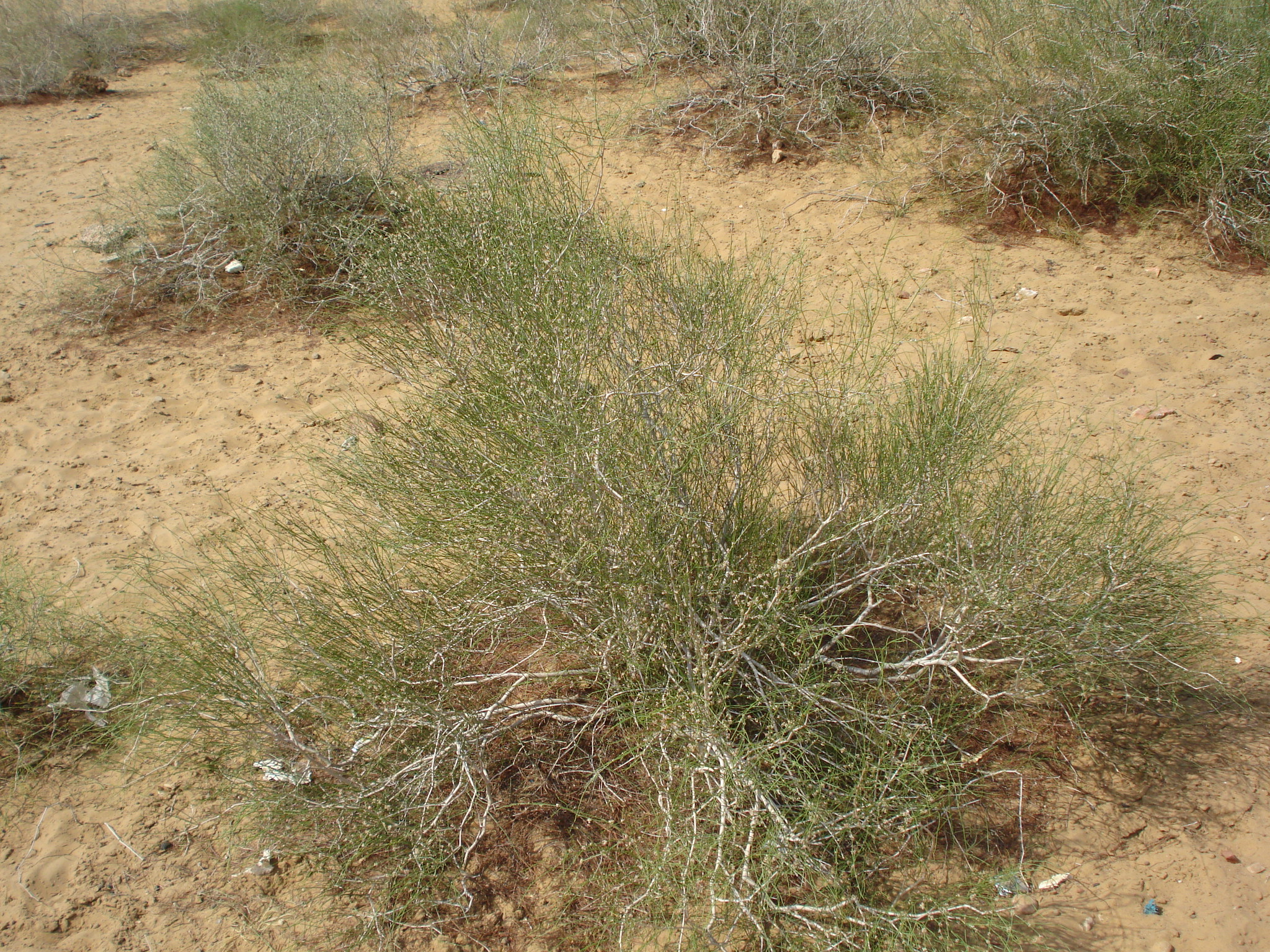
Unterfamilie Polygonoideae: Habitus von Calligonum polygonoides

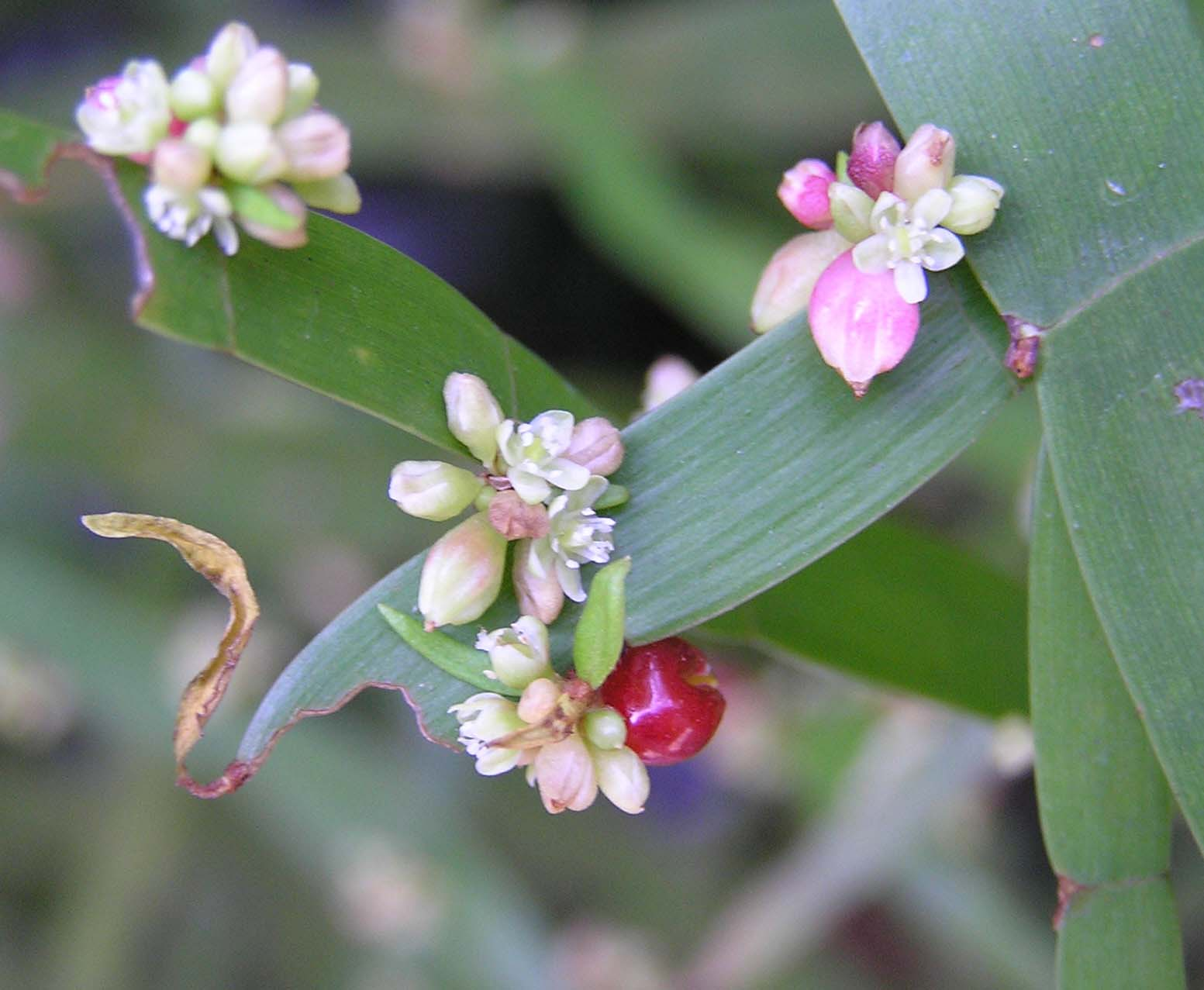
Unterfamilie Polygonoideae: Platykladien mit Blüten und Früchten von Homalocladium platycladum

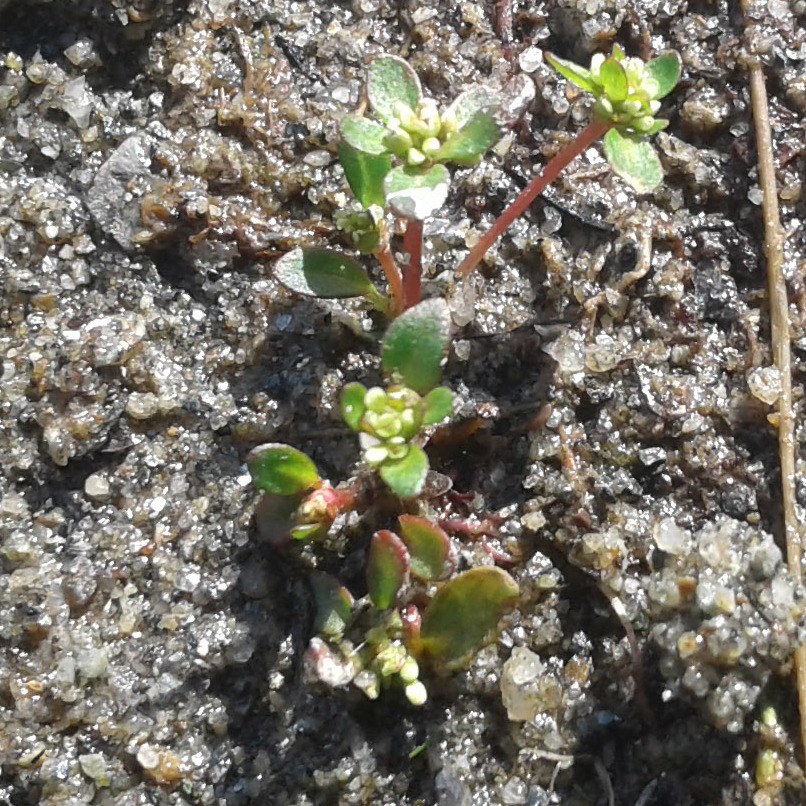
Unterfamilie Polygonoideae: Koenigia islandica

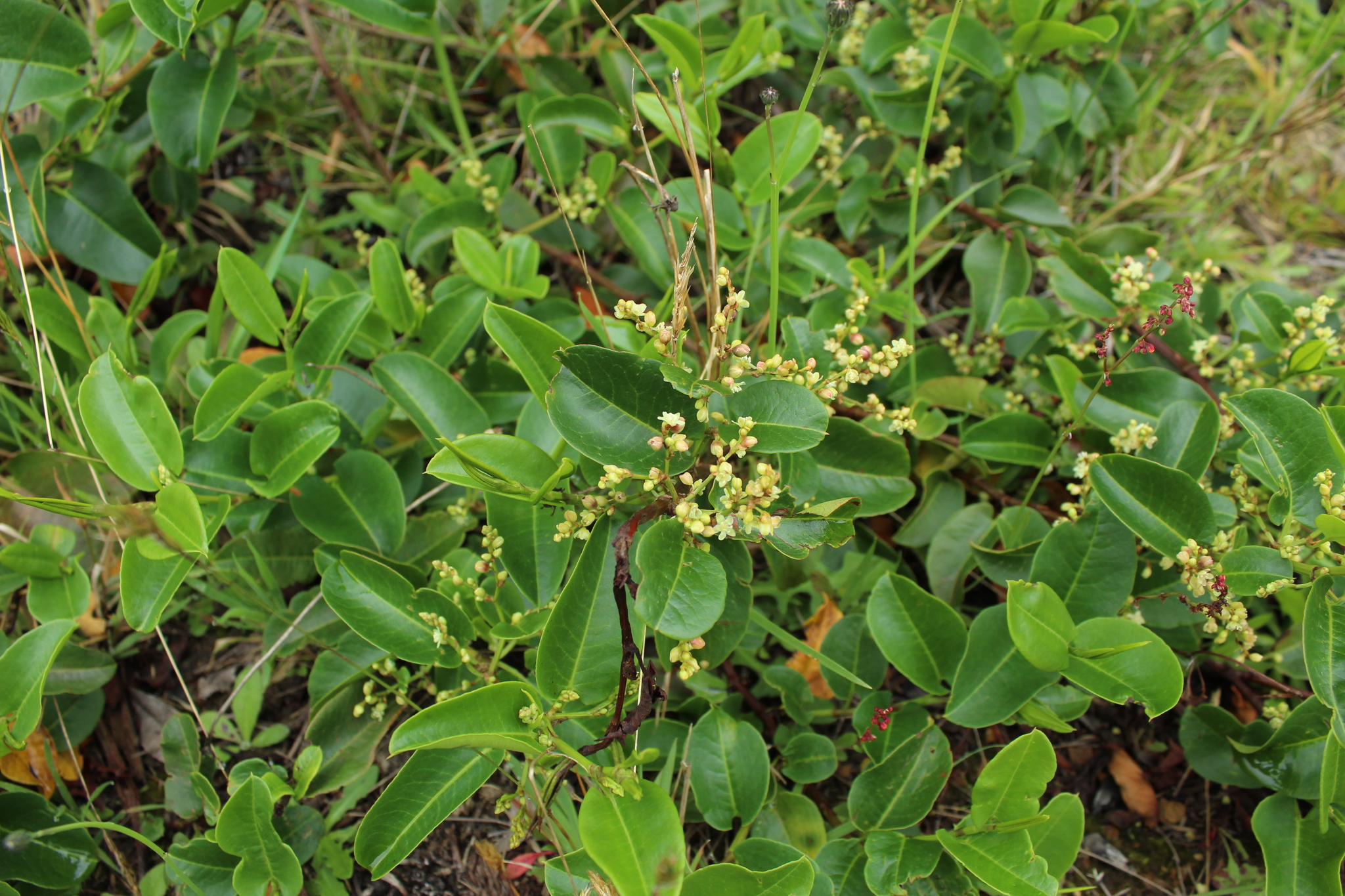
Unterfamilie Polygonoideae: Muehlenbeckia tamnifolia

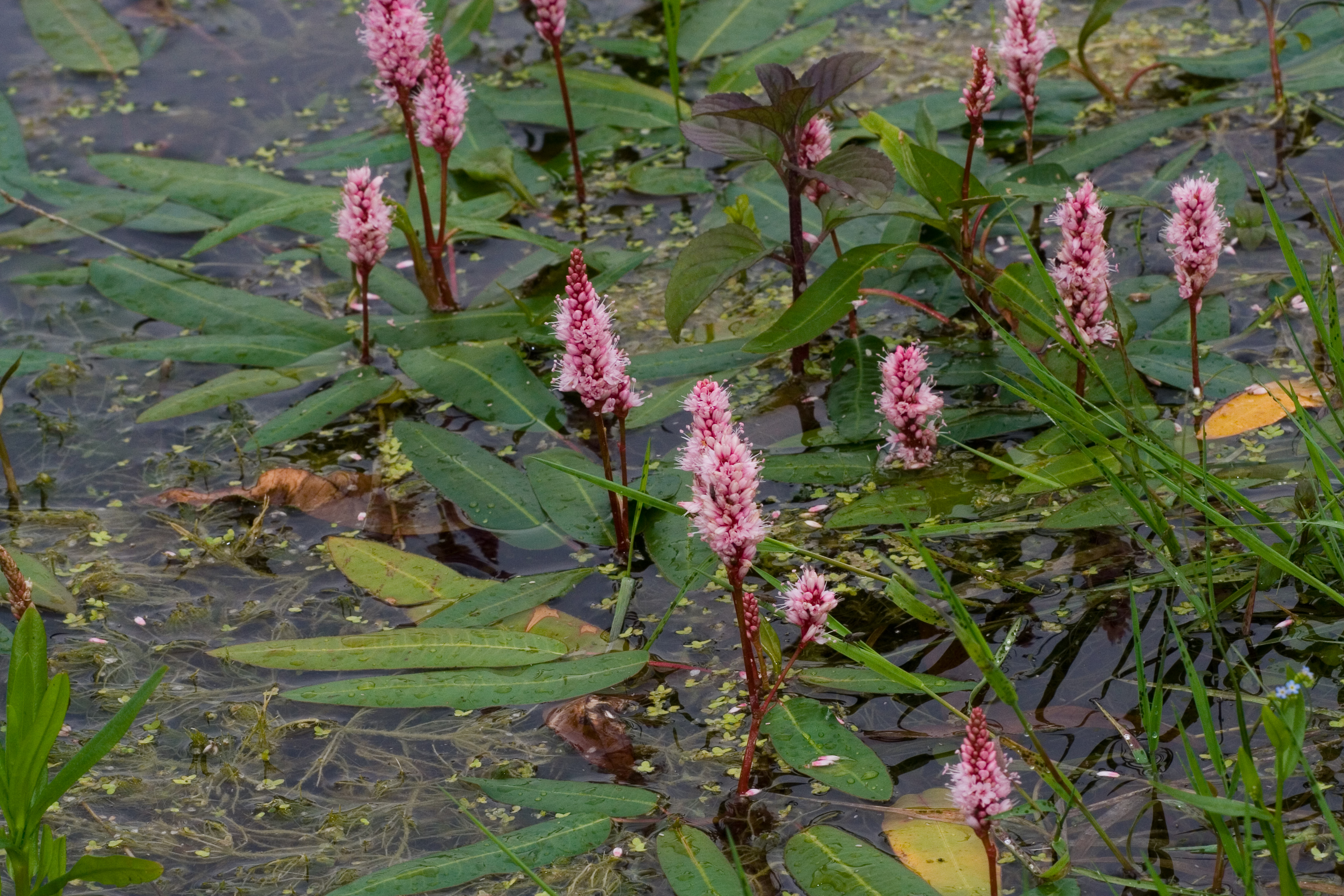
Unterfamilie Polygonoideae: Wasserknöterich (Persicaria amphibia)

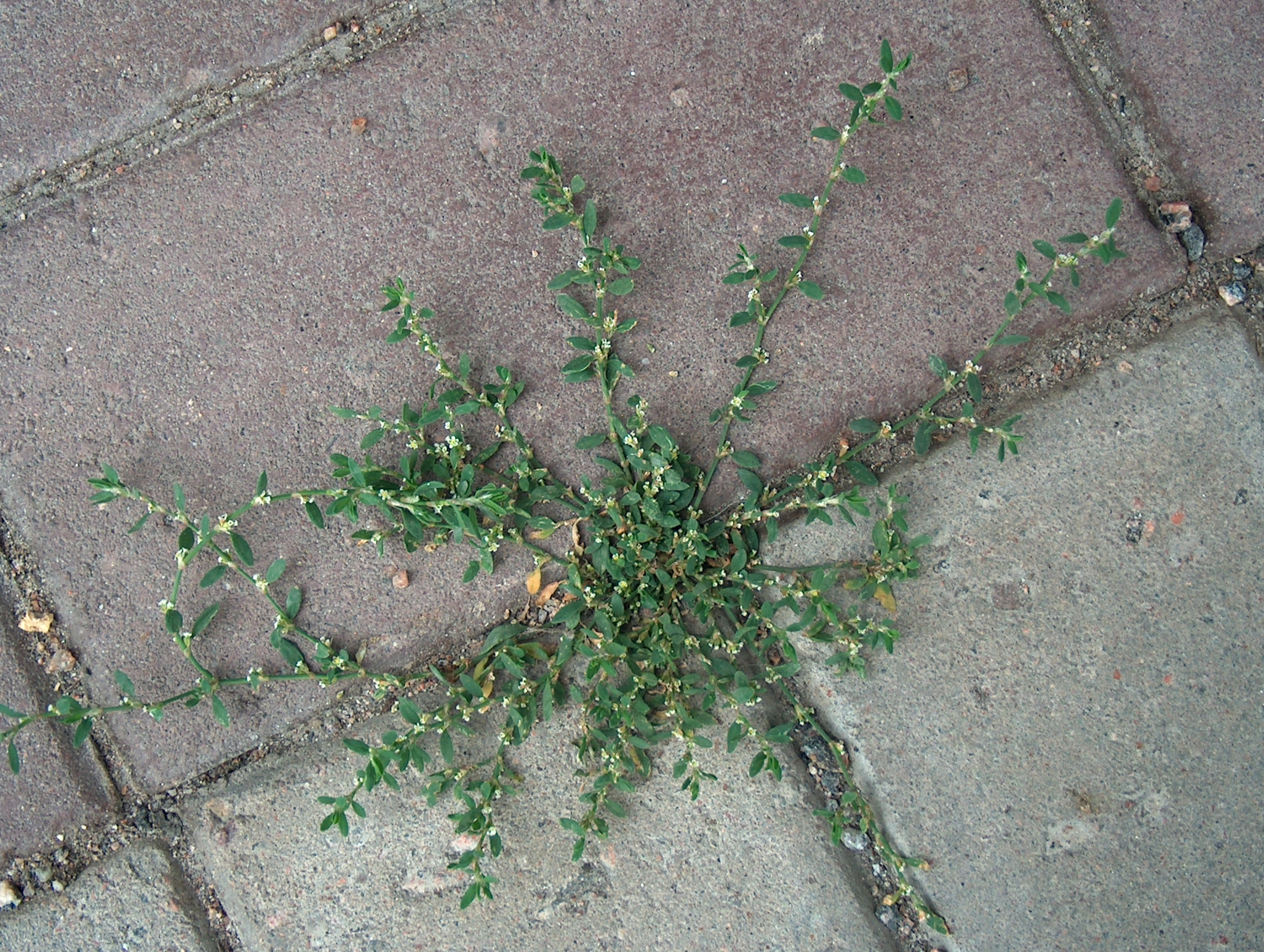
Unterfamilie Polygonoideae: Vogelknöterich (Polygonum aviculare)

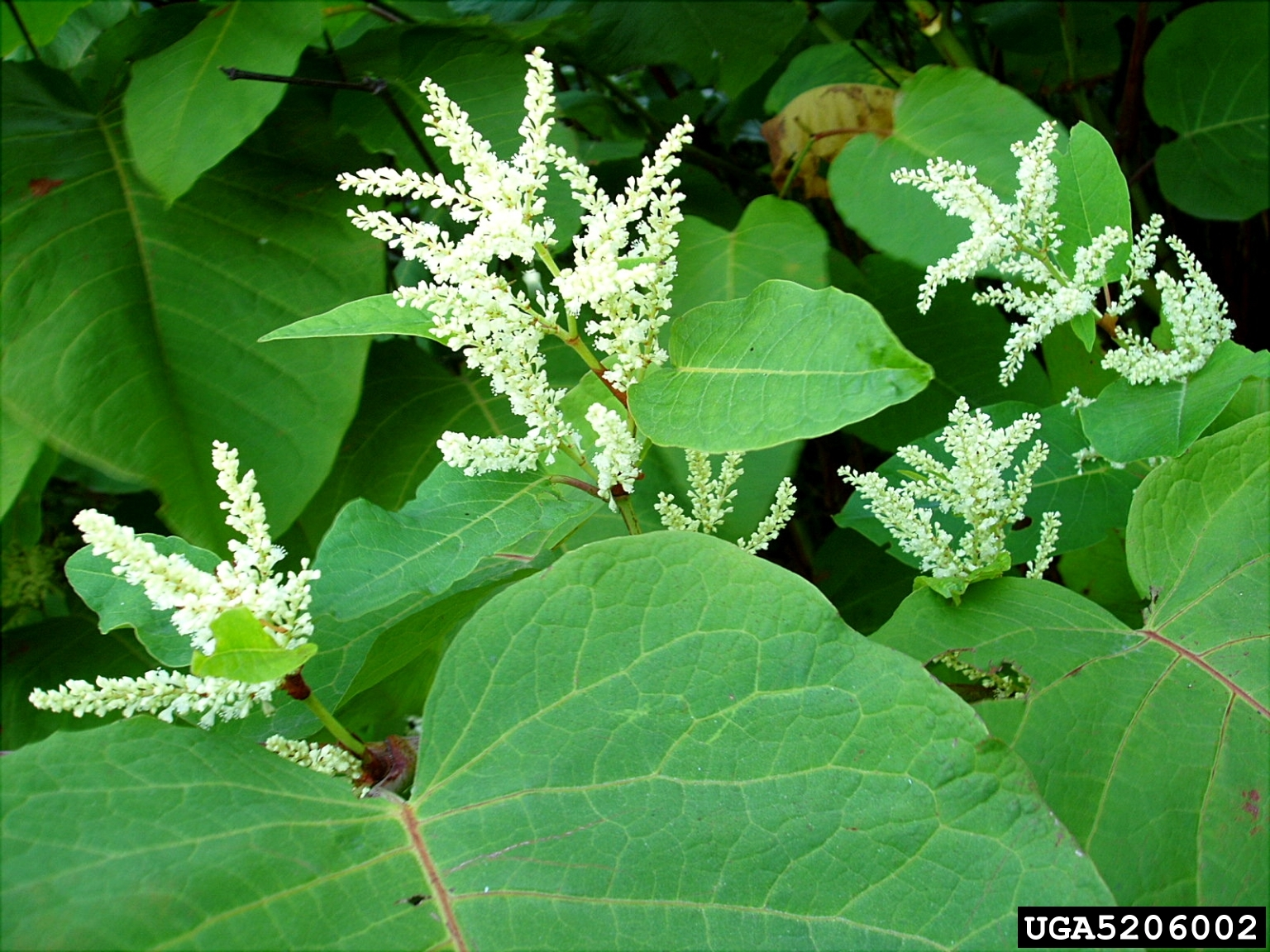
Sachalin-Staudenknöterich (Reynoutria sachalinensis)

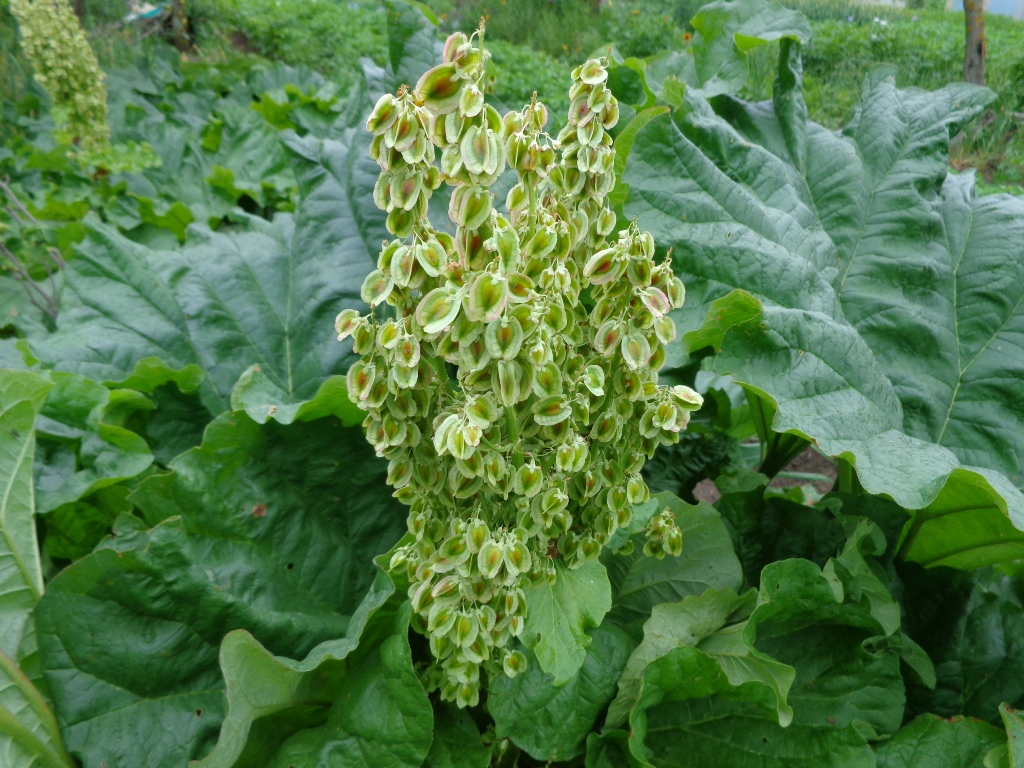
Unterfamilie Polygonoideae: Rheum rhaponticum

## Systematik und Verbreitung
Die Arten der früheren Familien Calligonaceae Khalk., Coccolobaceae F.A.Barkley nom. nud., Eriogonaceae G.Don, Persicariaceae Martinov, Rumicaceae Martinov sind heute hier enthalten.
Die Familie der Knöterichgewächse wird in zwei Unterfamilien gegliedert und enthält etwa 43 Gattungen (nach Brandbyge 1993 – wie in folgender Liste – sind es mehr (etwa 53), da dort Polygonum in mehrere Gattungen aufgegliedert ist). Sie enthält 1110 bis 1200 Arten.

### Unterfamilie Polygonoideae
In China kommen etwa 13 Gattungen mit etwa 238 Arten vor, 65 davon nur dort. Etwa 16 Gattungen mit etwa 160 Arten kommen in Nordamerika, hauptsächlich in gemäßigten Regionen vor.
Die Unterfamilie Polygonoideae enthält 15 bis 28 Gattungen mit 590 bis 850 Arten:
- Berg-Knöteriche (Aconogonon (Meisn.) Rchb., Syn.: Aconogonum Rchb. orth. var., Pleuropteropyrum H.Gross): Die etwa 25 Arten sind in Eurasien verbreitet und drei Arten kommen im westlichen Nordamerika vor.[4]
- Bocksweizen (Atraphaxis L., Syn.: Physopyrum Popov, Tragopyrum M.Bieb.): Die etwa 25 Arten kommen von Nordafrika und Südeuropa, Südwestasien, Zentralasien bis zum Himalaja und Ostsibirien vor.[1]
- Wiesenknöteriche (Bistorta (L.) Adans.): Die etwa 50 Arten sind im arktischen bis gemäßigten Eurasien verbreitet und vier Arten kommen im westlichen Nordamerika vor,[4] darunter:
  - Schlangen-Knöterich (Bistorta officinalis Del.)
  - Knöllchen-Knöterich (Bistorta vivipara (L.) Del.)
- Calligonum L. (Syn.: Pterococcus Pall.): Die 35[1] bis 80 Arten kommen im Mittelmeerraum und in Asien vor. In China gibt es etwa 23 Arten, acht davon nur dort.[1]
- Duma T.M.Schust.: Die etwa vier Arten kommen in Australien vor.
- Stechampfer (Emex Neck. ex Campd.): Die nur zwei Arten sind im Mittelmeerraum und im Südlichen Afrika beheimatet und in Australien sowie der Neuen Welt Neophyten.[5]
- Eskemukerjea Malick & Sengupta: Sie enthält nur eine oder zwei Arten, die aber auch zu Fagopyrum gestellt werden.
- Buchweizen (Fagopyrum Mill., Syn.: Harpagocarpus Hutch. & Dandy, Pteroxygonum Dammer & Diels): Die 15[1] oder 16[4] bis über 23 Arten sind in Eurasien und Ostafrika beheimatet. In China gibt es etwa zehn Arten, sechs davon nur dort.[1]
- Flügelknöteriche (Fallopia Adans., Syn.: Bilderdykia Dumort., manchmal inklusive Reynoutria Houtt.): Die je nach Auffassung des Umfangs dieser Gattung 12 bis über 17 Arten sind auf der Nordhalbkugel und in Südamerika weitverbreitet, besonders in der nördlichen gemäßigten Zone. Acht Arten kommen in Nordamerika bis Mexiko vor.[4] Bekannte Beispiele sind der Japanische Staudenknöterich und der Schlingknöterich.
- Homalocladium (F.Muell.) L.H.Bailey: Sie enthält nur eine Art (die aber auch zu Muehlenbeckia gestellt wird):
  - Homalocladium platycladum (F.Muell.) L.H.Bailey: Sie ist in Neuguinea und auf den Salomonen beheimatet und kommt in Mittel- und Südamerika als Neophyt vor.
- Knorringia (Czukav.) Tzvelev: Die etwa zwei Arten sind in Asien verbreitet.
- Koenigia L.: Die etwa sechs Arten kommen in der Arktis, circumpolar, in den nordeuropäischen Gebirgen, im östlichen Asien und im nördlichen Nordamerika und im südlichsten Südamerika vor[4]; darunter:
  - Alpen-Knöterich (Koenigia alpina (All.) T.M.Schust. & Reveal, Syn.: Persicaria alpina (All.) H.Gross)
  - Koenigia islandica L.
- Drahtsträucher (Muehlenbeckia Meisn.): Sie enthält (je nach Umgrenzung) etwa 11 bis 23 Arten, die in Mittel- sowie Südamerika, Australien, Neuguinea, Ozeanien und Neuseeland verbreitet sind. In Nordamerika kommen zwei Arten als Neophyten vor.[4]
- Oxygonum Burch. ex Campd.: Die etwa 22 Arten kommen in Afrika und Madagaskar vor.
- Säuerlinge (Oxyria Hill): Die ein oder zwei[1] bis vier Arten kommen zircumpolar in arktischen Gebieten und in den Gebirgen Eurasiens und des westlichen Nordamerikas vor[4], darunter:
  - Alpen-Säuerling (Oxyria digyna (L.) Hill)
  - Oxyria sinensis Hemsl.: Sie gedeiht in Höhenlagen von 1600 bis 3800 Metern in den chinesischen Provinzen Guizhou, Sichuan, Xizang sowie Yunnan.[1]
- Parapteropyrum A.J.Li: Sie enthält nur eine Art:
  - Parapteropyrum tibeticum A.J.Li: Sie gedeiht in trockenen Flussbetten und im Dickicht in Tälern in Höhenlagen von 3000 bis 3400 Metern nur im Autonomen Gebiet Tibet.[1]
- Knöteriche (Persicaria (L.) Mill., Syn.: Amblygonum (Meisn.) Rchb., Antenoron Raf., Chylocalyx Hassk. ex Miq., Tovara Adans.): Sie enthält 100[4] bis 150 Arten fast weltweit.
- Polygonella Michx. (Syn.: Delopyrum Small, Dentoceras Small, Gonopyrum Fisch. & C.A.Mey., Thysanella A.Gray): Die etwa elf Arten kommen nur in östlichen sowie südlich-zentralen Gebieten der USA vor.[4]
- Vogelknöteriche (Polygonum L.): Die etwa 65 Arten sind in den gemäßigten Gebieten der Nordhalbkugel weitverbreitet und sind in vielen Gebieten der Welt Neophyten.
- Pteropyrum Jaub. & Spach: Die etwa sechs Arten kommen in Südwestasien vor.
- Flügelknöteriche (Reynoutria Houtt., Syn.: Pleuropterus Turcz.; werden oft auch zu Fallopia gestellt): Sie enthält mindestens fünf Arten.
- Rhabarber (Rheum L.): Die etwa 60 Arten sind in den gemäßigten Gebieten Eurasiens weitverbreitet.
- Rubrivena M.Král (werden oft auch zu Persicaria oder Polygonum s. l. gestellt): Sie enthält höchstens zwei Arten.
- Ampfer (Rumex L., Syn.: Acetosa Mill., Acetosella (Meisn.) Fourr., Bucephalophora Pau): Die 190 bis 200 Arten sind in den gemäßigten Gebieten fast weltweit verbreitet.[4]

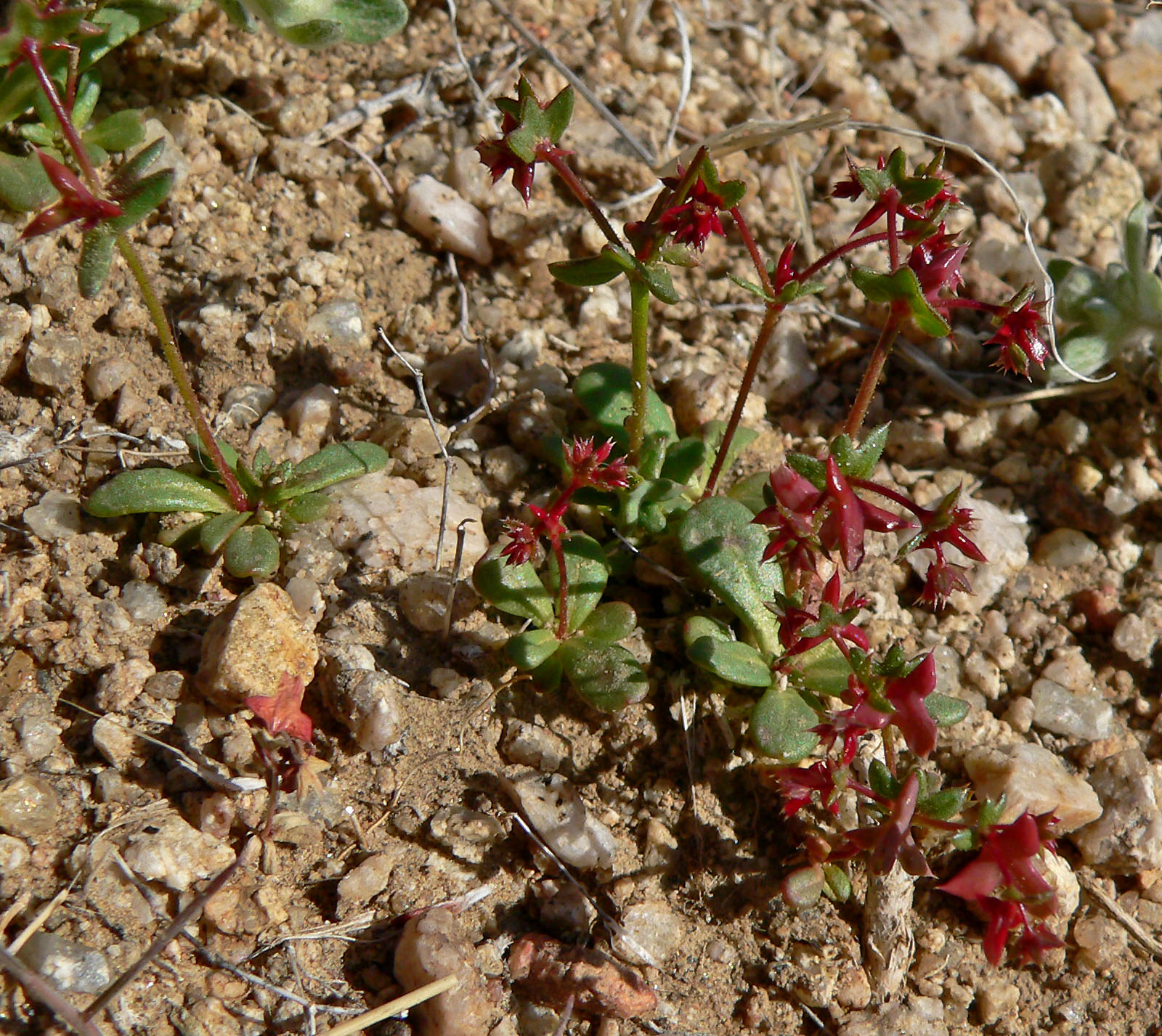
Unterfamilie Eriogonoideae: Habitus von Centrostegia thurberi

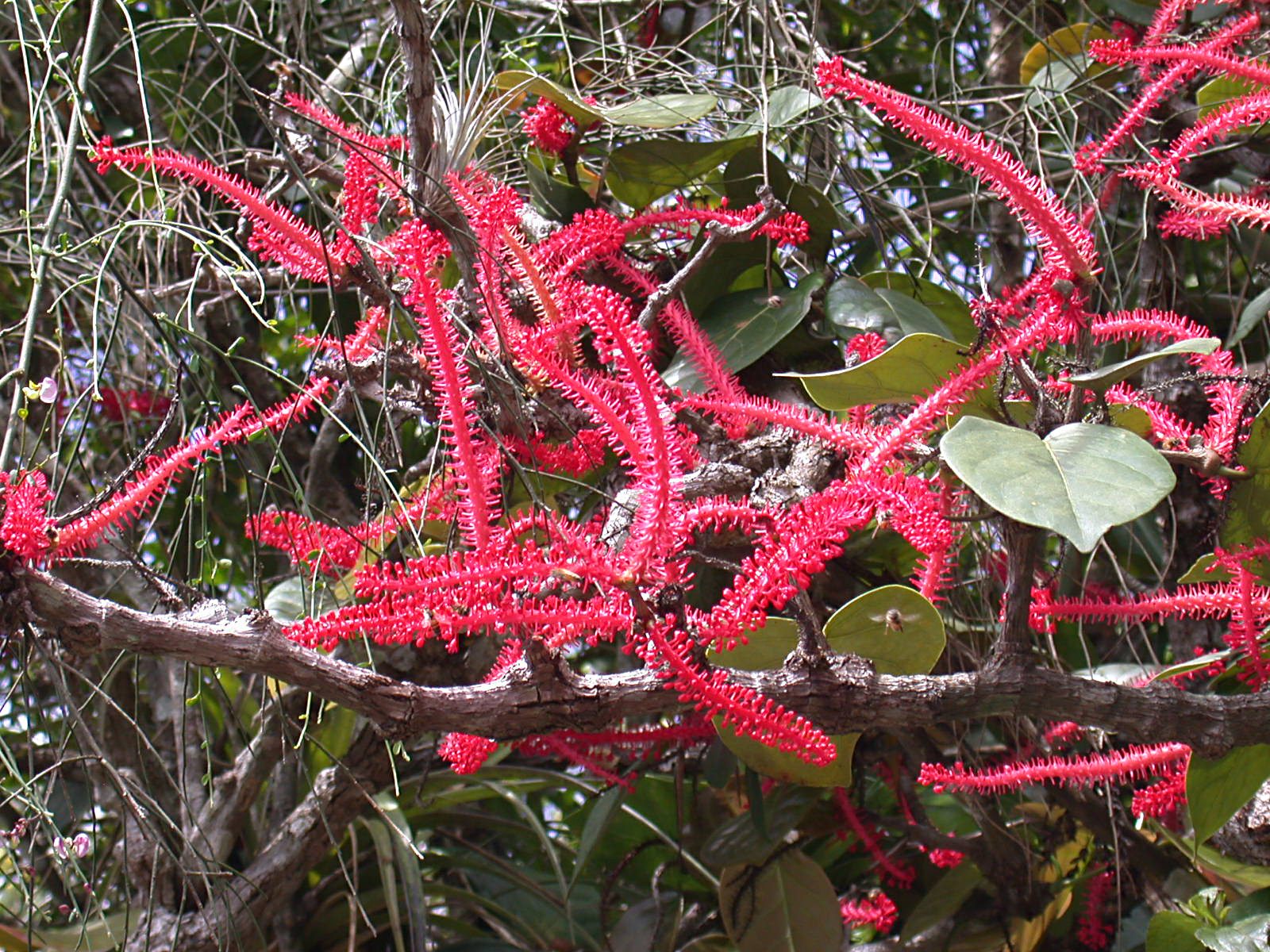
Unterfamilie Eriogonoideae: Habitus von Coccoloba sintenisii

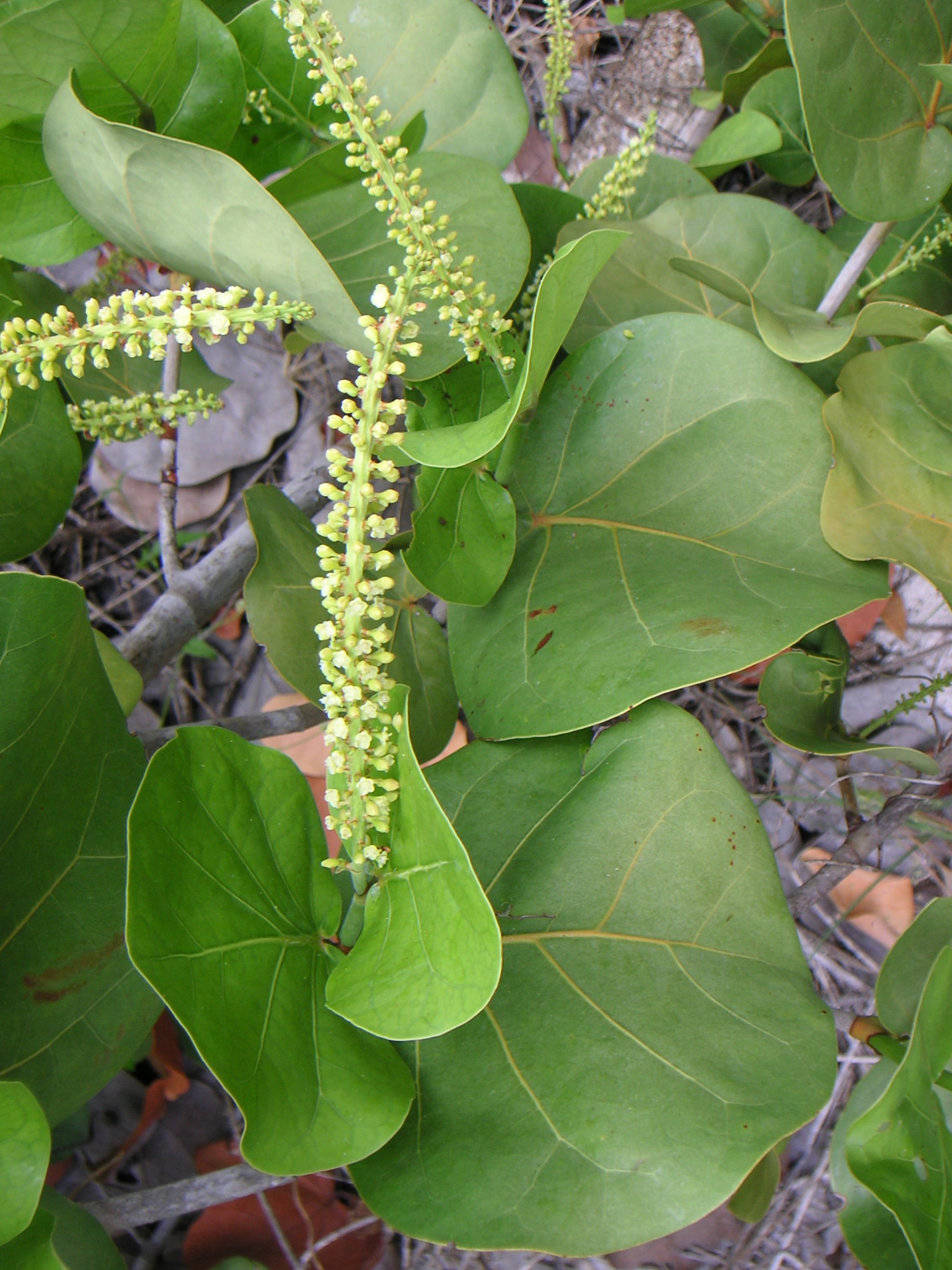
Unterfamilie Eriogonoideae: Coccoloba uvifera

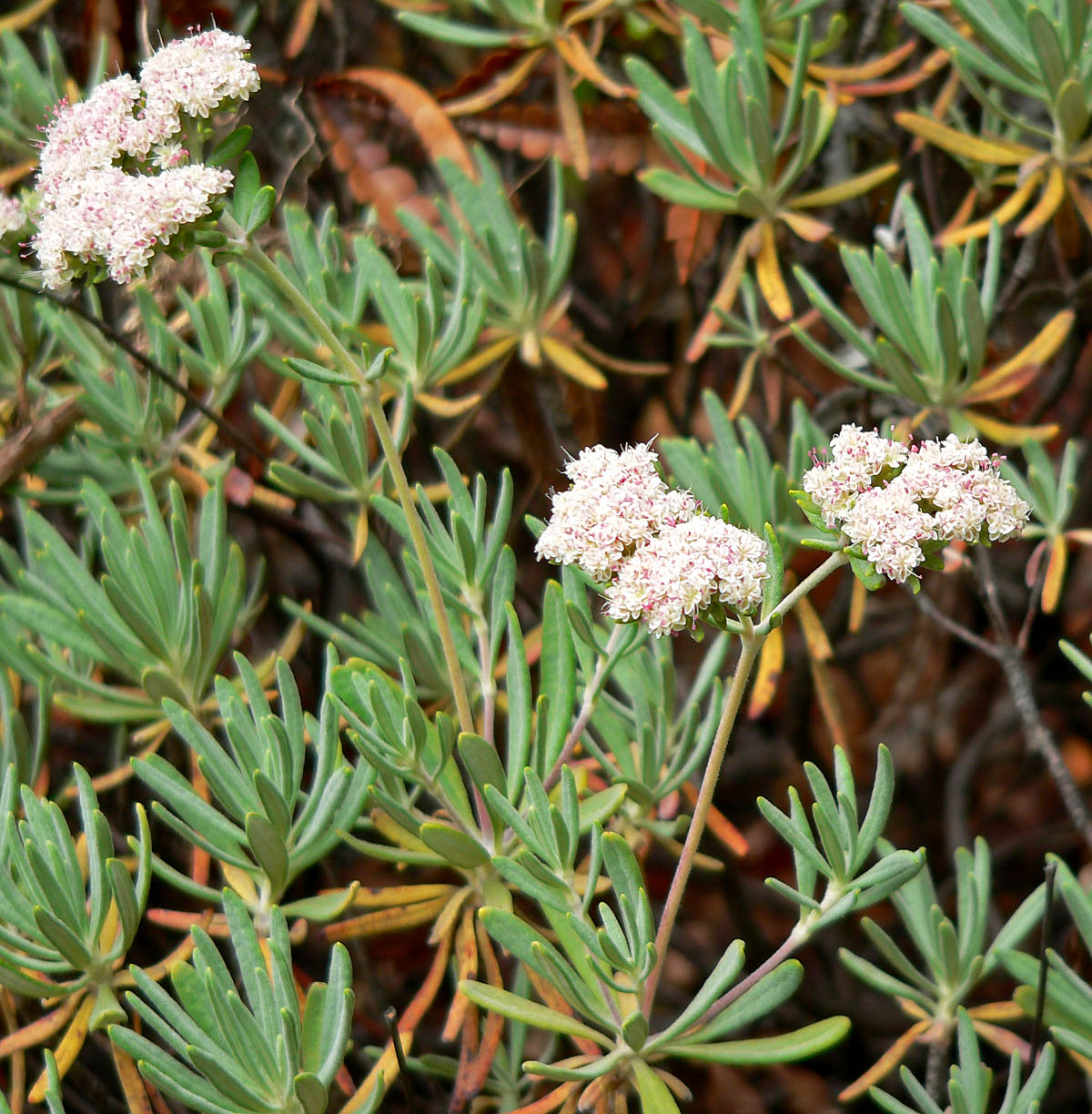
Unterfamilie Eriogonoideae: Habitus von Eriogonum arborescens

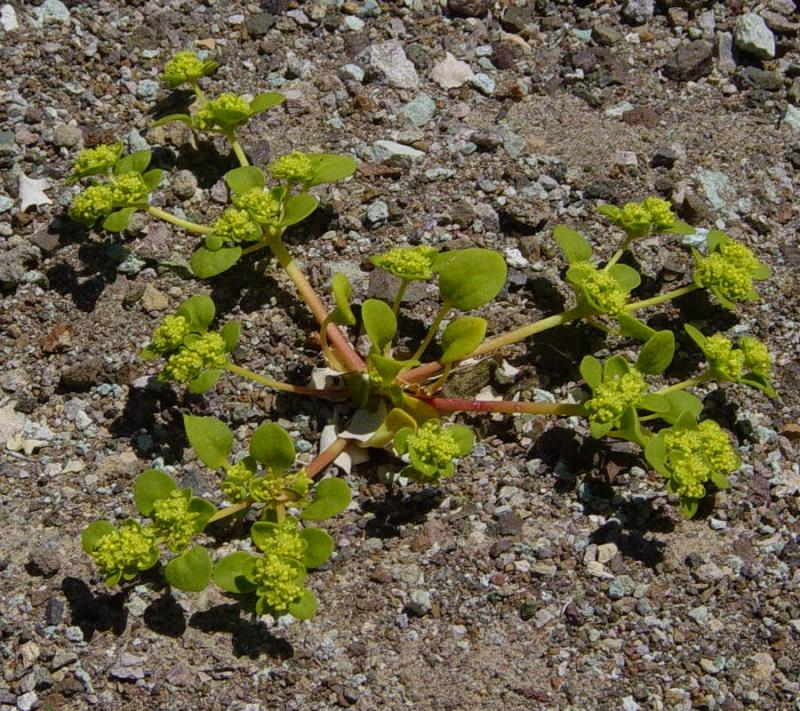
Unterfamilie Eriogonoideae: Habitus von Gilmania luteola

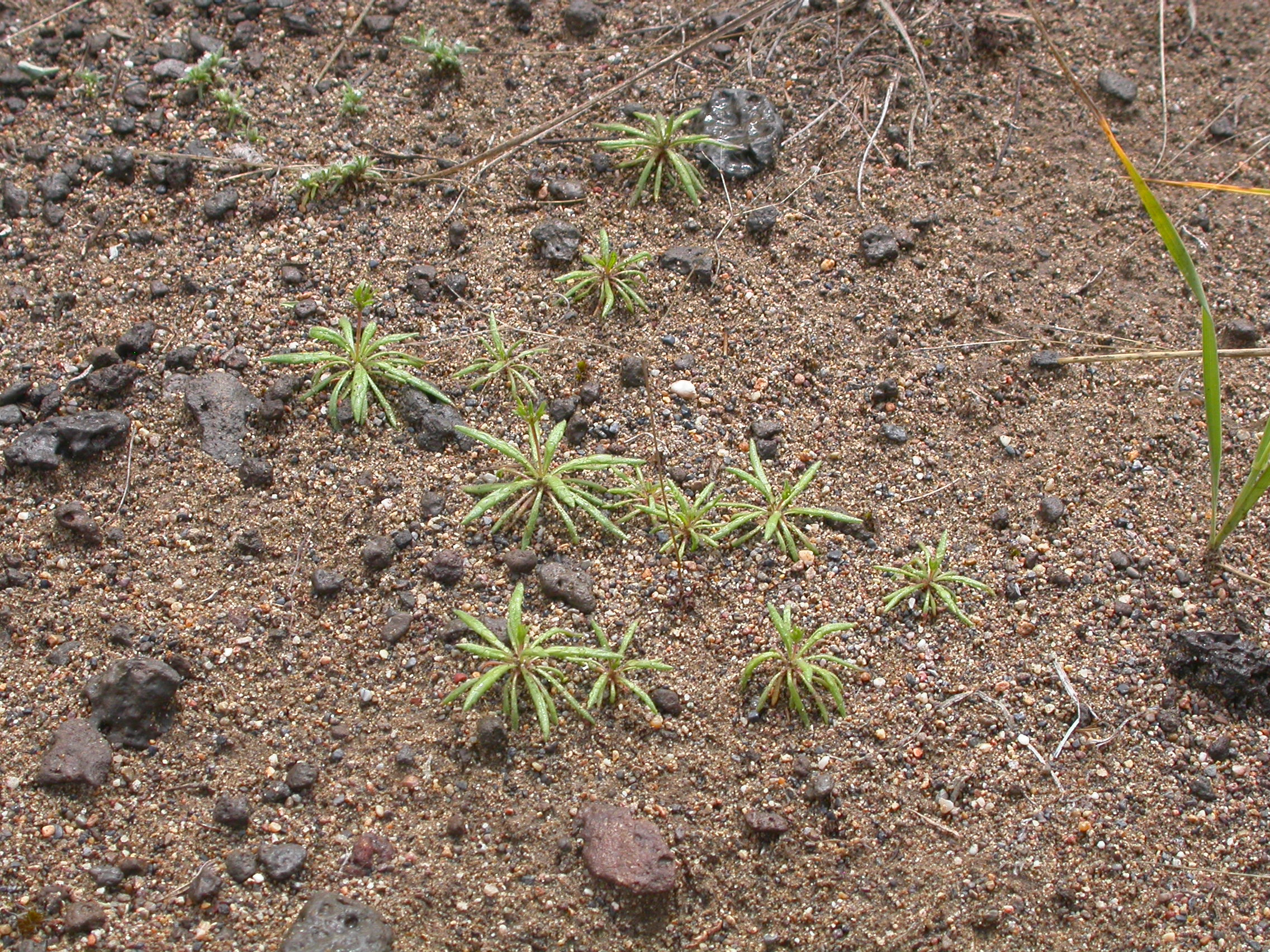
Unterfamilie Eriogonoideae: Habitus von Oxytheca dendroidea

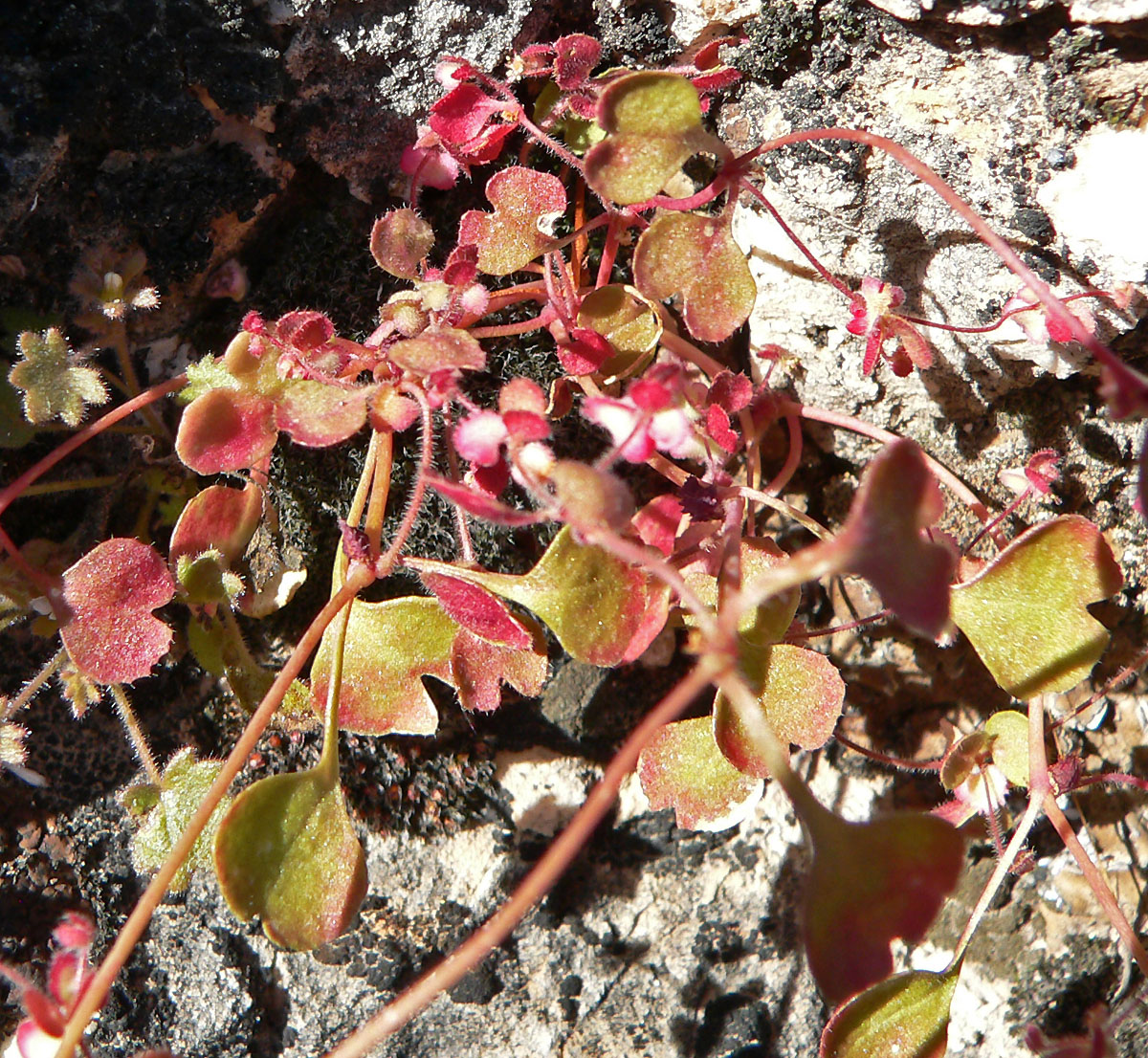
Unterfamilie Eriogonoideae: Habitus von Pterostegia drymarioides

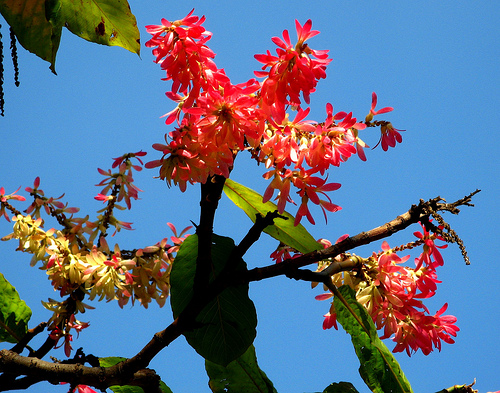
Unterfamilie Eriogonoideae: Blütenstände des Ameisenbaums Triplaris americana

### Unterfamilie Eriogonoideae
Sie ist überwiegend neuweltlich und enthält 20 bis 28 Gattungen mit 325 bis 520 Arten. Nur zwei bis vier Arten sind in Afrika beheimatet. Das Zentrum der Artenvielfalt sind die gemäßigten Gebiete im westlichen Nordamerika von Alaska bis Mexiko mit sehr vielen Arten in Kalifornien. Relativ wenige Arten sind in den östlichen USA beheimatet. In Nordamerika gibt es etwa 19 Gattungen mit etwa 281 Arten. In Südamerika gibt es nur wenige Arten in Argentinien und Chile.
Die meist verholzenden Arten sind zweihäusig getrenntgeschlechtig (diözisch).
- Acanthoscyphus Small: Sie enthält nur eine Art:
  - Acanthoscyphus parishii (Parry) Small: Sie kommt mit vier Varietäten im südlichen Kalifornien vor.[4]
- Afrobrunnichia Hutch. & Dalziel (werden auch zu Brunnichia gestellt): Die nur zwei bis drei Arten sind in Afrika verbreitet.
- Antigonon Endl. (Syn.: Corculum Stuntz): Die etwa sechs Arten sind in der Neotropis verbreitet, darunter:
  - Mexikanischer Knöterich (Antigonon leptopus Hook. & Arn.)
- Aristocapsa Reveal & Hardham: Sie enthält nur eine Art:
  - Aristocapsa insignis (Curran) Reveal & Hardham: Dieser Endemit gedeiht in Höhenlagen von 300 bis 600 Metern nur im westlichen zentralen Kalifornien.[4]
- Brunnichia Banks ex Gaertn. (Syn.: Rajania Walter): Sie enthält nur eine Art (manche Autoren stellen aber auch die Arten der afrikanischen Gattung Afrobrunnichia hierher):
  - Brunnichia ovata (Walter) Shinners: Sie gedeiht in Höhenlagen von 0 bis 200 Metern nur in den südöstlichen USA.[4]
- Centrostegia A.Gray ex Benth.: Sie enthält nur eine Art:
  - Centrostegia thurberi A.Gray ex Benth.: Sie kommt im südwestlichen Nordamerika vor.
- Chorizanthe R.Br. ex Benth. (Syn.: Acanthogonum Torr., Eriogonella Goodman): Die etwa 50 Arten sind in der Neuen Welt weitverbreitet, 33 davon kommen in Nordamerika vor.
- Coccoloba P.Browne (Syn.: Campderia Benth.): Die etwa 120 Arten sind in der Neotropis weitverbreitet.
  - Coccoloba uvifera (L.) L.: Aus Mexiko, Zentralamerika, bis ins nordwestliche Südamerika, Guyanas und Florida, Karibik.
- Dedeckera Reveal & J.T.Howell: Sie enthält nur eine Art:
  - Dedeckera eurekensis Reveal & J.T.Howell: Sie gedeiht in Höhenlagen von 1200 bis 2200 Metern in Kalifornien und ist nur von kleinen, voneinander isolierten Beständen bekannt.[4]
- Dodecahema Reveal & Hardham: Sie enthält nur eine Art:
  - Dodecahema leptoceras (A.Gray) Reveal & Hardham: Dieser gefährdete Endemit gedeiht in Höhenlagen von 200 bis 700 Metern im unteren Bereich der Berge in der Umgebung von Los Angeles in Kalifornien.[4]
- Eriogonum Michx.: Die etwa 250 Arten sind in Nordamerika und im nördlichen Mexiko verbreitet.[4]
- Gilmania Coville (Syn.: Phyllogonum Coville): Sie enthält nur eine Art:
  - Gilmania luteola (Coville) Coville: Dieser Endemit gedeiht auf alkalischen und salzhaltigen Böden in Höhenlagen von 10 bis 500 Metern in Kalifornien[4] nur im Gebiet des Death Valley.
- Goodmania Reveal & Ertter (Syn.: Gymnogonum Parry nom. inval.): Sie enthält nur eine Art:
  - Goodmania luteola (C.Parry) Reveal & Ertter: Sie kommt in Kalifornien und Nevada vor.
- Gymnopodium Rolfe (Millspaughia B.L.Rob.): Die drei Arten kommen in Mittelamerika vor.
- Harfordia Greene & C.Parry: Sie enthält nur eine Art:
  - Harfordia macroptera (Benth.) Greene & C.Parry: Sie kommt nur im mexikanischen Baja California vor.
- Hollisteria S.Watson: Sie enthält nur eine Art:
  - Hollisteria lanata S.Watson: Sie gedeiht in Höhenlagen von 10 bis 1000 Metern nur in Kalifornien.[4]
- Johanneshowellia Reveal: Die nur zwei Arten kommen in den westlichen USA vor. Johanneshowellia crateriorum ist nur vom Lunar-Kratergebiet des Nye County bekannt.[4]
- Lastarriaea J.Rémy: Von den nur drei Arten kommt eine nur von Kalifornien bis zum mexikanischen Baja California vor[4] und die anderen beiden sind in Chile beheimatet.
- Leptogonum Benth.: Sie enthält nur eine Art:
  - Leptogonum domingense Benth.: Dieser Endemit kommt nur auf Hispaniola vor.
- Mucronea Benth.: Die nur zwei Arten kommen in Kalifornien vor.[4]
- Nemacaulis Nutt.: Sie enthält nur eine Art:
  - Nemacaulis denudata Nutt.: Sie kommt mit zwei Varietäten von den südwestlichen USA bis ins nordwestliche Mexiko vor.[4]
- Neomillspaughia S.F.Blake: Die nur zwei Arten kommen in Zentralamerika vor.
- Oxytheca Nutt. (Syn.: Brisegnoa Remy): Die nur drei Arten kommen im westlichen Nordamerika und in den Anden von Chile und Argentinien vor.
- Podopterus Bonpl.: Die nur drei Arten kommen in Mexiko und Guatemala vor.
- Pterostegia Fisch. & C.A.Mey.: Sie enthält nur eine Art:
  - Pterostegia drymarioides Fisch. & C.A.Mey.: Sie kommt von den westlichen USA bis zum mexikanischen Baja California vor.[4]
- Ruprechtia C.A.Mey. (Syn.: Enneatypus Herzog): Die etwa 16 Arten sind in der Neotropis weitverbreitet.
- Sidotheca Reveal: Die nur drei Arten kommen von Kalifornien bis ins nordwestliche Mexiko vor.[4]
- Stenogonum Nutt.: Die zwei Arten kommen in den westlichen USA vor.[4]
- Symmeria Benth.: Sie enthält nur eine Art:
  - Symmeria paniculata Benth.: Sie kommt im nördlichen Südamerika und in Westafrika vor.
- Systenotheca Reveal & Hardham: Sie enthält nur eine Art:
  - Systenotheca vortriedei (Brandegee) Reveal & Hardham: Sie kommt in Kalifornien vor.
- Triplaris Loefl. ex L. (Syn.: Blochmannia Rchb., Vellasquezia Bertol.): Die etwa 17 Arten sind in der Neotropis weitverbreitet.
  - Triplaris americana L.: Aus dem östlichen bis nördlichen Brasilien, Peru, Ecuador, Kolumbien, Venezuela und Bolivien, den Guyanas bis nach Panama sowie im südöstlichen Mexiko.

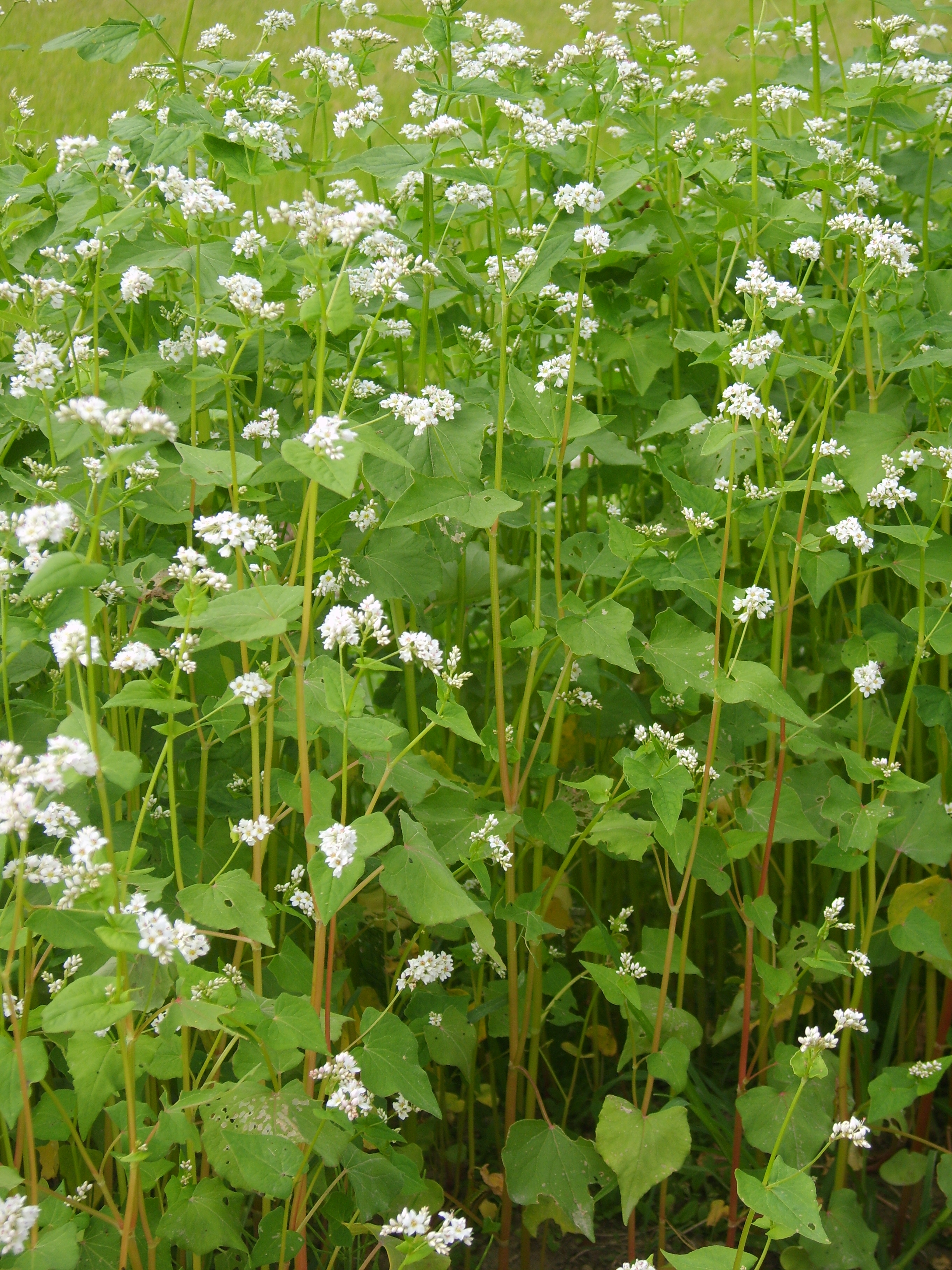
Unterfamilie Polygonoideae: Echter Buchweizen (Fagopyrum esculentum)

## Nutzung
Der Buchweizen (Fagopyrum esculentum) war früher ein wichtiger Bestandteil der Ernährung und wird auch heute noch in der Küche verwendet. Als Obst werden Sorten des Gemeinen Rhabarbers (Rheum rhabarbarum) angebaut. Als Heilpflanzen werden Rheum rhabarbarum und Rheum officinale verwendet.

## Weiterführende Literatur
- T. M. Schuster, J. L. Reveal, M. J. Bayly, K. A. Kron: An updated molecular phylogeny of Polygonoideae (Polygonaceae): Relationships of Oxygonum, Pteroxygonum, and Rumex, and a new circumscription of Koenigia. In: Taxon. Volume 64, Issue 6, 2015, ISSN 0040-0262, S. 1188–1208, doi:10.12705/646.5, Volltext bei ResearchGate.